# 许志强
许志强（1963年3月4日—）是一名中国体操运动员。他在1984年洛杉矶夏季奥林匹克运动中，参加了男子体操并获得团体银牌。他也参加了1988年汉城夏季奥林匹克运动会，未能获得奖牌。

## 電視劇集（亞洲電視）
- 1991年：《中環英雄》